# Edmond Malone
Edmond Malone (Dublino, 4 ottobre 1741 – Londra, 25 maggio 1812) è stato uno scrittore e saggista irlandese, studioso shakespeariano ed editore delle opere di William Shakespeare.

## Biografia
Trasferitosi a Londra, dove frequentò ambienti letterari ed artistici, ha regolarmente visitato Samuel Johnson ed è stato di grande aiuto per James Boswell nella revisione e correzione delle bozze della sua Vita. Amico di Sir Joshua Reynolds, resta famoso soprattutto per aver smascherato l'inganno degli Shakespeare Forgeries, un gruppo di falsi attribuiti a William Shakespeare e scritti in realtà dal diciannovenne William Henry Ireland; i falsi comprendevano alcune lettere di Shakespeare alla moglie Anne Hathaway e altri, tra le quali la regina Elizabeth, un dramma nuovo e una professione di fede. La scoperta fece grande scalpore in quanto si sarebbe trattato degli unici documenti scritti autografi da William Shakespeare a proposito delle sue opere teatrali, salvo poi essere smentita e denunciata dallo stesso Malone.

## Curiosità
- La città statunitense di Malone, nello Stato di New York, prende il nome da lui.